# Tanya Muzinda
Tanyaradzwa Adel Muzinda (31 de agosto de 2004) es una piloto de motocross zimbabuense. Fue la primera mujer en ganar un campeonato de motocross en Zimbabue.

## Vida y carrera
Muzinda nació en Harare en 2004 y empezó a montar en moto cuando tenía cinco años, animada por su entusiasta padre, Tawanda. Su madre se llama Adiyon y tiene tres hermanos.
En 2017 sufrió una caída que le dañó la cadera y tuvo dificultades para caminar durante varios meses. Ese mismo año, compitió en su primera carrera en el extranjero cuando corrió en el Campeonato Británico Master Kids HL Racing que se llevó a cabo en la pista Motoland cerca de Mildenhall. Disfrutó la carrera y quedó tercera. Los campeonatos de motocross se organizaron por primera vez en Rhodesia (ahora Zimbabwe) en 1957. Ninguna mujer había ganado un campeonato hasta que lo ganó Muzinda. Los cinco premios deportivos anuales de la región del Consejo de Deportes de la Unión Africana honraron a la deportista juvenil del año de Muzinda Sudáfrica en 2018. La Unión Africana la reconoció como la deportista juvenil del año en 2018. A finales de 2019, ella y su familia se mudaron a Florida. Apoyada por el italiano tres veces campeón del mundo de motocross Stefy Bau, este se convirtió en su manager mientras su padre continuaba como su entrenador y el de dos de sus hermanos. Muzinda es embajadora honoraria de la Unión Europea para Juventud, Género, Deportes y Desarrollo en Zimbabwe.
En 2021 fue nombrada una de las 100 mujeres de la BBC. Sus ganancias le han permitido pagar las tasas escolares de 100 niños en Harare.